# Lenax
Lenax település Franciaországban, Allier megyében. Lakosainak száma 250 fő (2022. január 1.). Lenax Le Bouchaud, Le Donjon, Loddes, Montaiguët-en-Forez és Neuilly-en-Donjon községekkel határos.

## Népesség
A település népességének változása:
| Lakosok száma | 510  | 404  | 360  | 255  | 265  | 268  | 253  | 242  | 242  | 250  |
|               | 1968 | 1982 | 1990 | 2006 | 2013 | 2015 | 2017 | 2019 | 2020 | 2022 |